# 十戒 (映画)
『十戒』（じっかい、The Ten Commandments）は、1956年のアメリカ合衆国の映画。歴史映画であり、旧約聖書の出エジプト記を原作として制作されたスペクタクル映画。純正ビスタビジョンで撮影された。製作・監督はセシル・B・デミルで、1923年に監督した『十誡』のリメイク。彼は本作が初公開（1956年10月5日）された約2年後の1959年1月21日に亡くなっているため、これが最後の作品となった。出演はチャールトン・ヘストン、ユル・ブリンナー、アン・バクスター、など。聖書に書かれている紅海が割れ、その中をモーセなど出エジプトの民が海の中を進むクライマックスシーンはあまりに有名。第29回アカデミー賞で特殊効果賞を受賞した。上映時間232分。

## あらすじ
ヘブライ人がエジプトの奴隷とされていた時代、一人のヘブライ人の男の子が生まれる。エジプトの王ファラオは救世主の誕生を恐れたため、ヘブライ人の男の幼児をすべて殺すように命令する。難を逃れるため、その子は籠に入れられ、ナイル川に流され、沐浴していたエジプトの王女ベシアに拾われる。ベシアはその子をモーセと名付け、自分の子として育てる。
モーセは武運に優れ、知恵もある立派な青年に育ち、王からもその優秀さを認められつつあった。だが王子のラメセスに出生の秘密を知られ砂漠に追放される。放浪の末に彼はシナイ山の麓に辿り付き、そこで羊飼い達に救われた。彼は族長のジェスロから仲間として認められ、7人姉妹の長女・セファラを妻として新たな生活を始める。そんなある日、ヨシュアが訪ねてきてエジプトに戻り民に自由を与えてほしいと語る。そしてモーセは山の頂に不思議な光を見た。山を登っていくと彼は光の中から神の声を聴く。モーセは、汝はヘブライ人をエジプトより導き出すよう神からの啓示を受けた。
モーセはエジプトに戻り、王となっていたラメセスと王妃ネフェルタリの前に現れてヘブライ人を解放するように求めるが、認めようとはしない。モーセは神からの十の災いがエジプトを襲うと警告し、その言葉通り国土は次々に災禍に襲われるも、ラメセスは頑として首を縦に振らなかった。しかし最後の災い――門に子羊の血を塗らない家の長男は全て死ぬ――がエジプト全土に広がり、ラメセスの息子までもが死の淵に立たされる。遂にヘブライ人は出て行くがよいとラメセスは言った。
翌朝、ヨシュアに導かれて大勢のヘブライ人達がモーセの前に集まり、共にエジプトを旅立つ。しかしラメセスの息子が死に、愛する我が子を失ったラメセスは、エジプト軍を引き連れて攻撃に出て、紅海の手前までヘブライ人達を追い詰める。しかしモーセが神に祈ると、神は火の柱でラメセスの軍の進攻を妨げ、その後紅海を二つに割り、エジプトを出たヘブライ人たちをその海の中にできた廻廊を歩かせて対岸まで逃れさせた。暫くして火の柱が消え、道が開けたエジプト軍がヘブライ人を追って、紅海の中にできた廻廊を進むと、モーセは再び神に祈りを捧げ、今度は廻廊が海に戻り、あっと言う間にそこは海の中となってラメセスの軍は彼だけを残して波間に消えていった。ラメセスはネフェルタリのもとへ戻り、彼の神こそ真実の神だと語る。
その後、モーセは四十日間シナイ山に籠り、やがて光が岩に人間が犯してはならない十の戒めを刻んでいって、そしてその十戒を神から授かった。一方その間にヘブライ人達は神に対する信仰を忘れ、金の子牛に対する偶像崇拝を始めて享楽に耽っていた。山を下りてその有り様を見たモーセは神の怒りを知れと、その十戒を刻んだ石板を金の子牛像に投げ入れると大地が割れて火が燃え盛り、罪深き人々はその割れた大地の間に落ちていった。神はかくして怒り、ヘブライ人に罰を与え、彼らを四十年に渡って荒野をさまよわせた。やがてヨルダン河のほとりのネボの山麓に辿り着いた。ここでモーセはヨシュアを後継者として杖と衣を与え、妻セファラに別れを告げてヨルダン河と約束の地カナンを目指す彼らを後にして、神の前に行くべくただ一人ネボの山を登っていった。

## キャスト

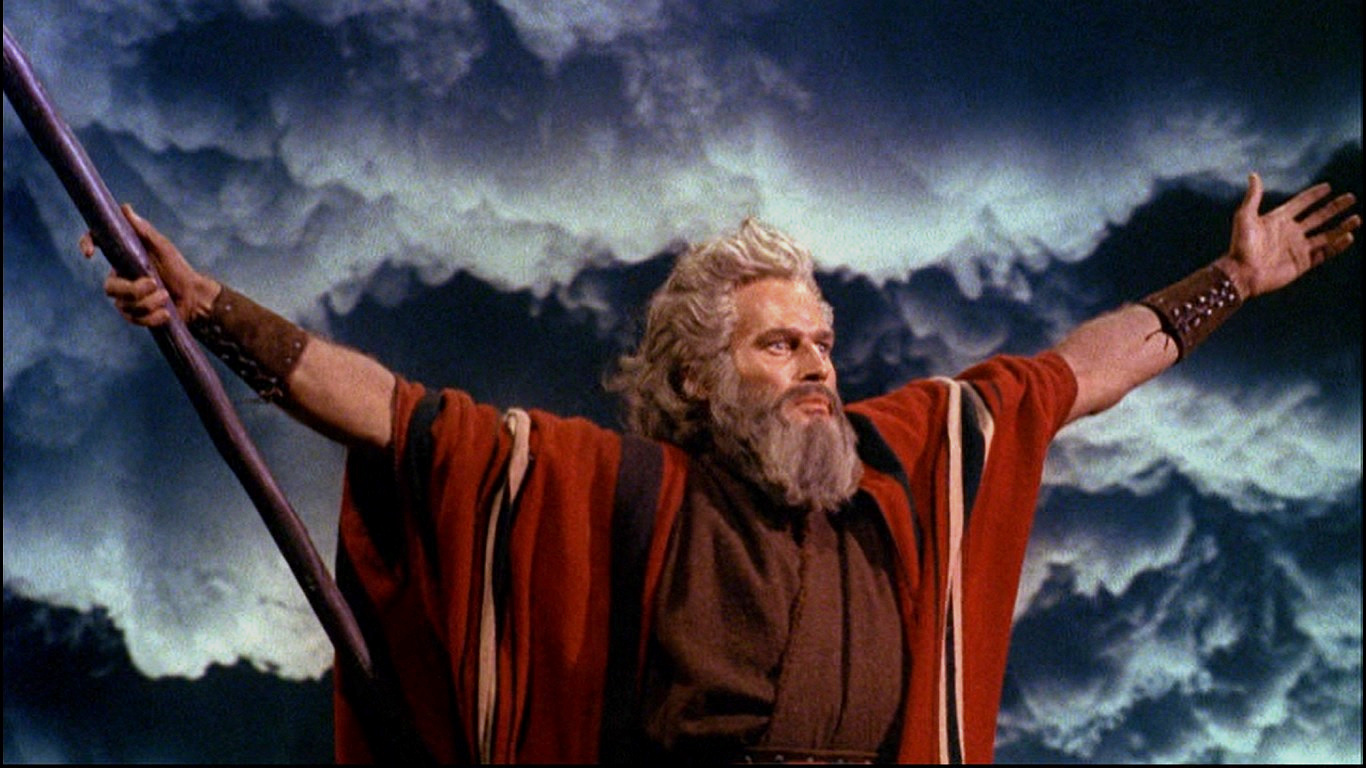
預言者モーセを演じたチャールトン・ヘストン

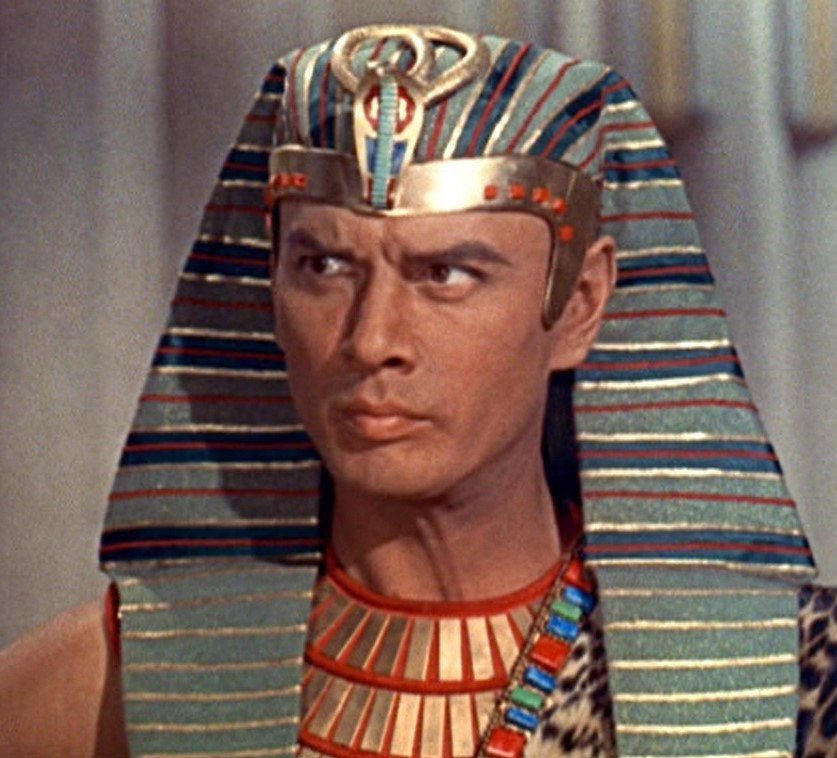
エジプト王ラメセスを演じたユル・ブリンナー

- モーセ（チャールトン・ヘストン） - ヘブライ人だが、エジプトの王子として成長する。
- ラメセス2世（ユル・ブリンナー） - セティ1世の息子。エジプト第19王朝、第3代のファラオ。モーセと共に王子として成長するが、モーセがヘブライ人であることを知り、彼を砂漠に追放、自分がファラオとなり、ネフェルタリと結婚する。
- ネフェルタリ（アン・バクスター） - ラメセス2世の王妃。
- セティ1世（セドリック・ハードウィック） - ラメセス2世の父。エジプト第19王朝、第2代のファラオ。モーセに目をかけ、実子ラムセス2世以上に高く評価する。
- ラメセス1世（イアン・キース（英語版）） - ラメセス2世の祖父。エジプト第19王朝、第1代のファラオ。救世主を恐れ、ヘブライ人の男子を殺す命令を下す。
- ベシア（ニナ・フォック） - ラメセス1世の娘。モーセを拾い、育ての親となる。
- メムネット（ジュディス・アンダーソン） - ベシアやネフェルタリの召使い。ベシアがモーセを拾う所を目撃し、そのモーセの出生の秘密をネフェルタリに教える。
- バッカ（ヴィンセント・プライス） - 総督。
- ダタン（英語版）[注 1]（エドワード・G・ロビンソン） - ヘブライ人。奴隷の監督。裏切り者。
- ヨシュア（ジョン・デレク） - ヘブライ人。石工。
- リリア（デブラ・パジェット） - ヘブライ人。水汲み娘。
- アムラム（英語版） - モーセの父。
- ヨシャベル（マーサ・スコット） - モーセの実母。モーセを産むが、ラメセス1世の命令から救うためにナイル川に流す。
- アロン（ジョン・キャラダイン） - モーセの兄。
- エリシェバ（ジュリア・フェイ（英語版）） - モーセの兄の妻。
- ミリアム（オリーヴ・デアリング（英語版）） - モーセの姉。
- セフォラ（イヴォンヌ・デ・カーロ） -モーセの妻。
- イテロ（英語版）（エドワード・フランツ（英語版）） - セフォラの父であり、羊飼いの族長。
- エジプト軍の隊長（ヘンリー・ウィルコクソン（英語版）） - ラムセス2世の忠臣。
- エチオピア王（ウディ・ストロード） - セティ1世に貢ぎ物を献上する。
- モーセの赤子時代（フレイザー・ヘストン（英語版）[注 2]）
- 神の声（チャールトン・ヘストン）
- ナレーション（セシル・B・デミル）

- エキストラの中に、『0011ナポレオン・ソロ』のロバート・ヴォーン（ヘブライ人）、『タイトロープ』のマイク・コナーズ（ヘブライ人）、『ララミー牧場』のロバート・フラー、『新・荒野の七人』のゴードン・ミッチェル（エジプト人奴隷監視人）等々、後のスターが多数出演している。

## 日本語吹替
| 役名                 | 俳優                       | 日本語吹替 | 日本語吹替 | 日本語吹替                                                                                             |
| 役名                 | 俳優                       | 機内上映版 | フジテレビ版 | テレビ朝日版                                                                                           |
| -------------------- | -------------------------- | ---------- | --- | --- |
| モーゼ               | チャールトン・ヘストン     | 納谷悟朗   | 納谷悟朗 | 磯部勉                                                                                                 |
| ラメセス             | ユル・ブリンナー           | 小林修     | 磯部勉 | 小川真司                                                                                               |
| ネフェルタリ         | アン・バクスター           |            | 勝生真沙子 | 深見梨加                                                                                               |
| ダタン               | エドワード・G・ロビンソン  |            | 池田勝 | 池田勝                                                                                                 |
| セフォラ             | イヴォンヌ・デ・カーロ     |            | 佐々木優子 | 坪井木の実                                                                                             |
| リリア               | デブラ・パジェット         |            | 安達忍 | 樋浦茜子                                                                                               |
| ヨシュア             | ジョン・デレク             |            | 池田秀一 | 小森創介                                                                                               |
| セティ1世            | セドリック・ハードウィック |            | 加藤精三 | 阪脩                                                                                                   |
| ベシア               | ニナ・フォック             |            | 花形恵子 | 小山茉美                                                                                               |
| ヨシャベル           | マーサ・スコット           |            | 京田尚子 | 北條文栄                                                                                               |
| メムネット           | ジュディス・アンダーソン   |            | 竹口安芸子 | 竹口安芸子                                                                                             |
| バッカ               | ヴィンセント・プライス     |            | 若本規夫 | 諸角憲一                                                                                               |
| アロン               | ジョン・キャラダイン       |            | 嶋俊介 | 佐々木敏                                                                                               |
| ミリアム             | オリーヴ・デアリング       |            | 弥永和子 | 磯西真喜                                                                                               |
| ヤネス               | ダグラス・ダンブリル       |            | 加藤正之 | 村田則男                                                                                               |
| メレド               | ドナルド・カーティス       |            | 宮田光 | 田中正彦                                                                                               |
| カレブ               | ローレンス・ドブキン       |            | 筈見純 | 中村秀利                                                                                               |
| ファラオ             | イアン・キース             |            | 村松康雄 | 佐々木敏                                                                                               |
| 神の声               | チャールトン・ヘストン     |            | 久米明 | 小川真司                                                                                               |
| ナレーション         | セシル・B・デミル          |            | 矢島正明 | 有川博                                                                                                 |
| その他               | N/A                        |            | 沼波輝枝 北村弘一 西村知道 島香裕 石井敏郎 大山高男 近藤玲子 滝沢ロコ 小島敏彦 伊井篤史 家中宏 小室正幸 佐々木みち代 | 中澤やよい 堀部隆一 喜田あゆ美 河村今日子 永田佳代 相楽恵美 城雅子 木挽麻理子 多緒都 藤本隆行 馬場和幸 |
| 日本語版制作スタッフ |                            |            | | |
| 演出                 |                            |            | 小林守夫 | 福永莞爾                                                                                               |
| 翻訳                 | 岡枝慎二（字幕翻訳）       |            | 佐藤一公 | 久保喜昭                                                                                               |
| 調整                 |                            |            | 熊倉亨 | 高橋昭雄                                                                                               |
| 効果                 |                            |            | リレーション | |
| 制作                 |                            |            | 東北新社 | 東北新社                                                                                               |
| 初回放送             |                            |            | 1991年2月16日 『ゴールデン洋画劇場』 21:02-0:00                                                                      | 2002年6月9日 『日曜洋画劇場』 21:00-0:24 ※DVD・BD収録（正味約178分）                                   |

※長年ヘストンの吹き替えを務めてきた納谷悟朗は、自身のキャリアにおいて本作を思い入れの深い作品の一つとしてあげている。また「若い頃に担当した時（機内上映版）は老いたモーゼの声を出すのに苦労したが、最近担当したら（フジテレビ版）今度は若いモーゼの声を出すのに苦労した」と語ったこともある。

## 地上波放送履歴
| 回数  | テレビ局   | 番組名             | 放送日        | 吹替版       |
| ----- | ---------- | ------------------ | ------------- | ------------ |
| 初回  | フジテレビ | ゴールデン洋画劇場 | 1991年2月16日 | フジテレビ版 |
| 2回目 | テレビ東京 | 木曜洋画劇場       | 1993年9月23日 | フジテレビ版 |
| 3回目 | 日本テレビ | 金曜ロードショー   | 1995年11月3日 | フジテレビ版 |
| 4回目 | テレビ東京 | 木曜洋画劇場       | 1998年10月1日 | フジテレビ版 |
| 5回目 | テレビ朝日 | 日曜洋画劇場       | 2002年6月9日  | テレビ朝日版 |

## エピソード
- この映画に対する思い入れが深い監督のデミルは、この映画の冒頭、緞帳の前に自らが登場し、映画館に集まった観客に向かって挨拶。映画の趣旨を語っている。日本でも初公開時や1968年、1972年のリバイバル公開時にはこの挨拶があり、時折、客席から拍手が起こった。この場面はテレビ放映時やビデオ版には収録されていない。また、長尺版予告編でも緞帳前の挨拶があり、デミル自身の解説で映画を紹介している。
- デミル監督は構想に際して自らローマへ赴き、ミケランジェロ造像のモーセ像を下調べ、これにより配役のイメージを練り上げ、俳優を選ぶ時に容貌が好適のへストンに白羽の矢を立てたという。
- 当時の上流階層の子弟の証である辮髪をヘストンがしていなかったり（辮髪のウィッグはつけているが毛を剃っていない）、衣装が舞台衣装的ではあるが、ハリウッドの豪華絢爛の大歴史劇を象徴する美術であり、各分野に専門の学者を呼ぶ等、時代考証にも力をいれたとされる。
- 出エジプトのシーンが、ヘルベルト・フォン・カラヤン指揮レナータ・テバルディ、カルロ・ベルゴンツィ主演の歌劇『アイーダ』旧盤のジャケット写真に用いられた。